# 丹尼·格林 (幫派分子)
丹尼爾·約翰·派屈克·格林（英語：Daniel John Patrick Greene；1933年11月9日—1977年10月6日），美國黑幫分子，克里夫蘭黑幫約翰·納迪的同夥，他們1970年代在該城市參與犯罪活動並引起戰爭。相互競爭的幫派分子引爆了超過36枚炸彈（其中多數為汽车炸弹），格林經歷多次謀殺未遂後，最終仍死於汽车炸弹。格林起初從國際碼頭工人協會的一個分會中取得權力，並於1960年代當選為主席。在因幾項罪名而遭除職後，被釋放的格林開始為黑幫充當克里夫蘭打手，最終與義大利裔美國黑手黨爭奪這座城市的權力。他成立了自己的團體，名為凱爾特人俱樂部（Celtic Club），由幫派打手組成。

## 流行文化形象
- 前克里夫蘭警察中尉里克·波雷洛（Rick Porrello）寫了《殺死這個愛爾蘭人：黑手黨勢力的戰爭》（To Kill the Irishman: The War That Crippled the Mafia，1998年）一書，講述了格林與黑手黨的來往。他因這本書獲得了國家非虛構文學獎。[1]
- 改編自波雷洛著作的傳記片《殺死這個愛爾蘭人》於2011年上映，由強納森·漢斯林執導，雷·史蒂文森飾演格林。[2]
- 電視劇《法網遊龍》第十一季的一集，改編自格林的故事。

## 外部連結
- Danny Greene: The Most Influential Mobster You've Never Heard Of （页面存档备份，存于） by Rick Porrello
- Danny Greene at the Crime Library
- Kill the Irishman: The real story behind the movie about Danny Greene (timeline)